# Zona Zamfirova
Zona Zamfirova (în sârbă Зона Замфирова) este un film sârb de comedie dramatică din 2002 regizat de Zdravko Šotra și produs de Miroslav Mitić pentru Radio Televiziunea Sârbă. Scenariul se bazează pe cartea din 1906 a scriitorului sârb Stevan Sremac, care prezintă o poveste de dragoste între membrii diferitelor clase sociale. Filmul a avut premiera la 31 octombrie 2002 la Belgrad. În film sunt folosite și dialoguri în limba vernaculară locală a dialectului sârbesc care este vorbit în regiunea Niš.
Conform datelor din 2018, Zona Zamfirova este cel mai vizionat film sârb din toate timpurile, fiind văzut de un total de 1,2 milioane de oameni în cinematografele din Serbia.
Casa folosită ca decor al casei titularei se află în Pirot și a fost construită în anul 1848 de către bogatul comerciant Hrista Jovanović. (Stara kuća - Hristin konak din Pirot).
O continuare, intitulată Vrati se Zone, a fost lansată la 24 ianuarie 2017, în regia lui Jug Radivojević.
Zona Zamfirova este interpretată de Katarina Radivojevic (și de Brankica Sebastijanovic în continuarea din 2017).

## Rezumat
Acțiunea filmului Zona Zamfirova are loc în orașul sârb Niš, în secolul al XIX-lea. Intriga urmărește povestea Zonei Zamfirova (Katarina Radivojević), fiica unui bogătaș local, și vicisitudinile aventurii ei cu Mane (Vojin Ćetković), un aurar. Deoarece nu se obișnuia ca fiica unui om bogat să se căsătorească cu un meșter simplu, cei doi sunt la început despărțiți, în ideea ca Zona să se căsătorească cu Manulać, care provine dintr-o familie bogată. Totuși, totul se schimbă în timp ce Mane pune la cale o conspirație de succes pentru a o păstra pe Zona pentru sine.

## Distribuție
- Vojin Ćetković⁠(d) - Mane Kujundžija
- Katarina Radivojević⁠(d) - Zona Zamfirova
- Dragan Nikolić⁠(d) - Hadži Zamfir
- Milena Dravić - Tašana
- Radmila Živković⁠(d) - Doka
- Nikola Đuričko⁠(d) - Perica
- Sloboda Mićalović⁠(d) - Vaska
- Nebojša Ilić⁠(d) - Manulać
- Branimir Brstina⁠(d) - Jordan
- Danica Maksimović - Persa
- Ružica Sokić⁠(d) - Taska
- Jelica Sretenovic⁠(d) - Kaliopa
- Svetlana Bojković - Jevda
- Ana Franić - Vasilija

## Producție
A fost filmat între 18 iunie și 22 iulie 2002 în Niš, Pirot și Sokobanja⁠(d).